# フェルナン・ポワン
フェルナン・ポワン（フランス語: Fernand Point、1897年2月25日 - 1955年3月5日）はフランス料理の料理人。「料理の神様」、「現代フランス料理の始祖」、「現代フランス料理の生みの親」と称される。

## 概要
こんにちではフランス料理界で当たり前のように考えられているテロワールに根ざす料理を提唱、実践した。
ポワン自身は著作を残しておらず、ヴィエンヌにレストラン「ラ・ピラミッド」を1923年に開業している。ラ・ピラミッドは1933年よりポワンが死ぬまでミシュランガイドの3つ星を守り続けた。ポワンの死後は夫人が31年にわたって（夫人が死ぬまで）3つ星を維持した。ポワンの死後、ポワンの功績を称えて、ラ・ピラミッドの前の通りは「フェルナン・ポワン通り」と改名された。マダム・ポワンの死後、ミシュランは、初めて「ラ・ピラミッド」を2つ星に降格した。
ポール・ボキューズ、トロワグロ兄弟、アラン・シャペルなどラ・ピラミッドに学んだ料理人は多い。
オーギュスト・エスコフィエが進めたフランス料理革新の流れは、ポワンの晩年になると急速に形骸化していた。ポワンは危機感を覚え、エスコフィエのスピリッツに戻ることを提唱し、ポワンの薫陶を受けたシェフたちがその後、ミシュランの3つ星の3分の1を占めることになる。

## スペシャリテ
- ひらめ（チュルボ）（Turbot）の蒸し煮シャンパーニュ風味
- 鱒のムース　トリュフのソース（ソース・ペリグー）
- ピラミッド風 サラダ
- エクルヴィスのグラタン
- ブレス鶏（英語版）のヴェッシー包み（英語版）
- ポワン風 大海原のクリーム
- マルジョレーヌ

など

## ポワン語録
- すばらしい食事は、シンフォニーのように調和がとれていなければならないし、ロマネスク様式のように構築されていなければならない。
- すばらしい料理というものは客を待っていてはならない。すばらしい料理を待たなければならないのは客の方である。
- 腕の良い料理人は自分の学び取ったもの、すなわち自分の個人的な経験のあらゆる結果を自分のあとに続く世代に伝える義務がある。
- つけ合わせというものは、釣合いが取れていなくてはならない。ネクタイと背広のように。